# 고막

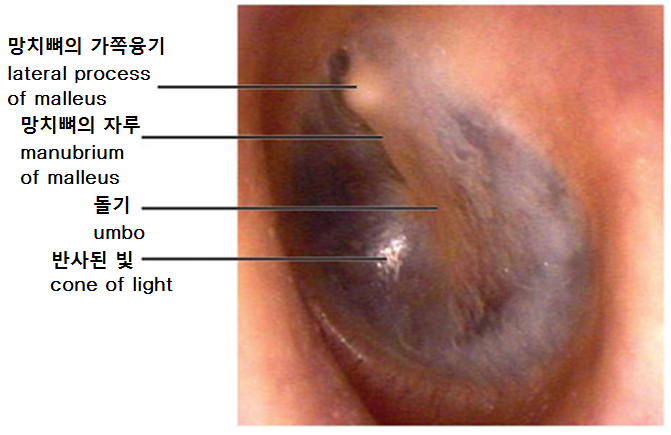
이경을 통해 바라본 고막

고막은 바깥귀(외이)와 가운데귀(중이)의 경계가 되는 엷은 반투명 막으로, 삿갓모양으로 생겼으며 가로, 세로 약 9mm, 두께 0.1mm정도의 크기를 가진다. 망치뼈 앞에 위치한다. 색은 진주양 회백색 또는 담홍색이며 100mmHg까지 압력을 견딜 수 있다. 고막은 매우 얇은 막이기 때문에 압력이 지나치게 가해지는 경우, 예컨대 물리적인 충격에 의한 내상으로 인해 터지거나 찢어지기도 한다. 고막은 중이에 대한 방어벽이 되고 소리를 들으면 귓속뼈를 진동시켜 달팽이관에 소리를 전달하는 역할을 한다.

## 같이 보기
- 귀
- 이경